# Paisaje protegido de Fataga
El paisaje protegido de Fataga es un espacio protegido situado en el sur de Gran Canaria (Canarias, España).
Se encuentra en el barranco de Fataga y sus estribaciones, dentro del término municipal de San Bartolomé de Tirajana, ocupando un área de 3004,6 ha. En 1987 fue incluido dentro del parque natural de Ayagaures y Pilancones, siendo reclasificado como paisaje protegido el 19 de diciembre de 1994.

## Descripción
Este paisaje protegido abarca gran parte del barranco de Fataga, de ancho cauce y escarpadas laderas formadas por la intensa erosión de materiales originados del ciclo volcánico más antiguo de la isla. Su alto valor geológico y geomorfológico da lugar a un área de gran valor paisajístico.
Su valor botánico se manifiesta por los palmerales de palmera canaria junto a especies endémicas raras y amenazadas refugiadas como la sabina, entre otras. También es un enclave de valor etnográfico y cultural, por su arquitectura tradicional y por ser uno de los últimos lugares donde los aborígenes de Gran Canaria resistieron el avance castellano durante la conquista de la isla. Sobre todo, destaca el alto valor arqueológico del espacio, con yacimientos muy relevantes de la antigua población de la isla, como la necrópolis de Arteara.
Dentro de este espacio destacamos un parque temático con paseos en burro y/o caballo entre los distintos elementos más emblemáticos de espacio, como el Molino de los Cazorla, con acueducto, construido en 1880 y protegido como BIC. Mención especial al Cementerio de los Canarios, la mencionada necrópolis de Arteara, sobre los restos del desprendimiento de una vertiente del barranco donde se forman decenas de túmulos, con un área de más de 137 000 m². Otro espacio de interés es Gitagana, un pequeño grupo de viviendas tradicionales con varios siglos de antigüedad junto al barranco y palmeral del mismo nombre.
Este espacio está incluido en la Red Canaria de Espacios Naturales Protegidos y en la Red Natura 2000 como Zona Especial de Conservación (ZEC).

## Geología
El barranco de Fataga es de cauce ancho y de escarpadas laderas con afiladas crestas, con relieves residuales culminantes como el Morro de Cruz Grande, el Morro de las Vacas, la rampa fonolítica de Las Mesas, Las Mesitas y el Lomo de la Gorra, y la rampa de Amurga, con su pico homónimo.
Dos ciclos eruptivos se manifiestan en esta área, el Ciclo I, con materiales de la formación traquítica-riolítica extracaldera desbordados de la Caldera de Tejeda y localizados en el fondo del barranco y la formación fonolítica que ocupa buena parte del área. Del ciclo Roque Nublo nombrar las coladas basálticas con disyunción columnar.
Los materiales sedimentarios destacan en los depósitos de fondo de barranco, con bolos y cantos rodados con una potencia de hasta cinco metros de profundidad y doscientos de anchura en algunos tramos. Los depósitos de ladera, coluviones y depósitos de deslizamiento gravitacionales se encuentran adosados a las laderas de los barrancos formando relieves alomados y convexos.

## Flora
Su nombramiento como ZEC se debe a que tiene hábitats de interés comunitario como los pinares macaronésicos endémicos, palmerales de Phoenix y matorrales termomediterráneos y pre-estépicos, junto a especies endémicas como la gildana (Teline rosmarinifolia).
Se han inventariado en esta área 23 endemismos exclusivos de Gran Canaria, 34 del archipiélago canario y unos 9 macaronésicos. Este espacio debido a su orientación y la antropización, ha marcado su paisaje vegetal. Las zonas más bajas descatan por xéricos del piso basal (entre los 100-700 m s. n. m.) con especies como la tabaiba dulce (Euphorbia balsamifera) y cardonales (Euphorbia canariensis), formando el tabaibal-cardonal, junto a especies como el verode (Kleinia neriifolia), el cornical (Periplica laevigata), la leña buena (Neochamaelea pulverulenta) y el tasaigo (Rubia fruticosa), entre otras.
Las comunidades de susititución en zonas degradadas del piso basal se componen de tabaiba amarga (Euphorbia regis-jubae), el taginaste blanco (Echium deicasnei), el balo (Plocama pendula), la aulaga (Launaea arborescens), y puntualmente la salvia canaria (Salvia canariensis), el incienso (Artemisia thuscula) o la vinagrera (Rumex lunaria) junto a diversas gramíneas. En el fondo del barranco se forman balos, tarajales (Tamarix canariensis), junto al salado verde (Schizogyne glaberrima) y algunos sauces canarios (Salix canariensis) aislados, además de otras especies como la invasora caña (Arundo donax), el junco común (Juncus acutus), el junco manso (Scirpus holoschoenus), el carrizo (Phragmites australis) y la enea (Typha dominguensis).
Del bosque termófilo destacamos los palmerales de palmera canaria (Phoenix canariensis) y ejemplos relícticos de sabinas (Juniperus turbinata ssp. canariensis) y acebuches (Olea cerasiformis), junto a vegetación de sustitución como la tabaiba amarga, el juagarzo (Cistus monspeliensis), el taginaste negro (Echium onosmifolium), el matorrisco (Lavandula minotolii), la salvia canaria, el incienso, y gamonas (Asphodelus aestivus).
Las rupícolas destacan por su enorme variedad en los paredones y laderas del barranco con especies como la ruda grancanaria (Ruta oreojasme), la siempreviva lunaria (Limonium preauxii), el corregüelón de risco (Chrysoprenanthes pendula), la mostaza de risco (Descurainia preauxiana), entre muchas otras como la lengua de pájaro (Globularia salicina) o el esparragón colgante (Asparagus plocamoides), entre otras.
Del pino canario (Pinus canariensis), quedan fragmentos en algunas zonas medias y altas del barraco, ocupando en su lugar matorrales de sustitución como el escobón (Chamaecytisus proliferus ssp. meridionalis), el jaral (Cistus monspeliensis), junto con sotobosque de tabaiba amarga, jarón (Cistus symphytifolius), retama amarilla, taginaste blanco, taginaste negro, salvia canaria y verode. 
En las zonas más degradadas se forman nitrófilos como la barrilla (Mesembryanthemum crystallinum), el cosco (M. nodiflorum), el tebete común (Patellifolia patellaris) y el invasor tabaco moro (Nicotiana glauca).

## Fauna

### Vertebrados
Los reptiles se representan por el perinquén de Boettger (Tarentola boettgeri), la lisa (Chalcides sexlineatus sexlineatus y Ch. sexlineatus bistriatus) y los lagartos gigantes de Gran Canaria (Gallotia stehlini). Los mamíferos se componen de especies introducidas como la rata, el ratón o el conejo.
La avifauna, es la mejor representada, con especies como el alcaudón real (Lanius meridionalis koenigi), el capirote (Sylvia atricapilla heineken), la curruca tomillera (Sylvia conspicillata orbitalis), el bisbita caminero (Anthus berthelotti), el cernícalo canario (Falco tinnunculus canariensis), el búho chico (Asio otus canariensis), la lechuza (Tyto alba), entre otras. Podemos encontrar además en espacios abiertos la perdiz roja (Alectoris rufa), el pardillo común (Carduelis cannabina meadewaldoi), el gorrión moruno (Passer hispanolensis), el canario (Serinus canaria), entre otras.
Los herbazales derivados de la actividad humana destacan por especies como el gorrión moruno, el gorrión chillón (Petronia petronia maderensis),el herrerillo (Parus teneriffae hedwigii), el pardillo común, el jilguero (Carduelis carduelis parva), el camachuelo trompetero (Bucanetes githagineus amantum) y la abubilla (Upupa epops). En ambientes húmedos aparece la alpispa (Motacilla cinerea canariensis).
En los riscos anidan aves como el busardo ratonero, el cuervo canario (Corvus corax canariensis), la pardela cenicienta (Calonectris diomedea borealis), la paloma bravía (Columba livia livia) o el vencejo unicolor (Apus unicolor).

### Invertebrados
La fauna invertebrada es muy rica y variada, con 232 especies y subespecies endémicas del archipiélago, centrándose la mayor riqueza en el cardonal-tabaibal con arácnidos como la endémica grancanaria Altella pygmaea y el canario Thomisus hilarulus. Además de coleópteros, lepidópteros como la esfinge canaria de las tabaibas (Hyles tithymali tithymali), la mariposa migradora africana (Catopsilia florella), y la vanesa de los cardos (Vanessa cardui). Además de dípteros como la mosca cernidora de ojo rayado (Eristalinus taeniops); himenópteros como la abeja de la miel (Apis mellifera), la avispa delta (Delta diamidiatipenne) o  formícidos como la hormiga argentina (Iridomyrmex humilis). En algunas temporadas aparece el abejón canario (Bombus canariensis).
En los eriales aparecen especies de malacostráceos como la cochinita de jardín (Porcellionides sexfasciatus), arácnidos como la endémica de la isla Theridion gracanariense, los dictiópteros como la zapatana (Blepharopsis mendica), los ortópteros como el grillo común (Gryllus bimaculatus) o el cigarrón cucurucho (Truxalis nasuta), coleópteros como la endémica grancanaria Arthrodeis subocostatus y otras muchas especies endémicas del archipiélago; y el himenóptero canario antófora común (Anthophora alluaudi).
En las masas de agua nos encontramos con odonatos y dípteros. En los herbazales encontramos especies endémicas como el díptero singue de Gran Canaria (Promachus latitarsatus) o el himenóptero hormigón de las tabaibas (Camponotus feai), endemismo del archipiélago.
En los riscos y paredones encontramos coleópteros como el endemismo grancanario Attagenus multifasciatus, o el escarabajo carroñero de vientre blanco (Dermestes frischi), de amplia distribución.